# Herzog von Cadaval

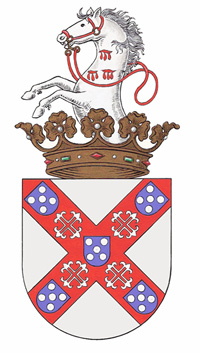
Wappen der Herzöge von Cadaval

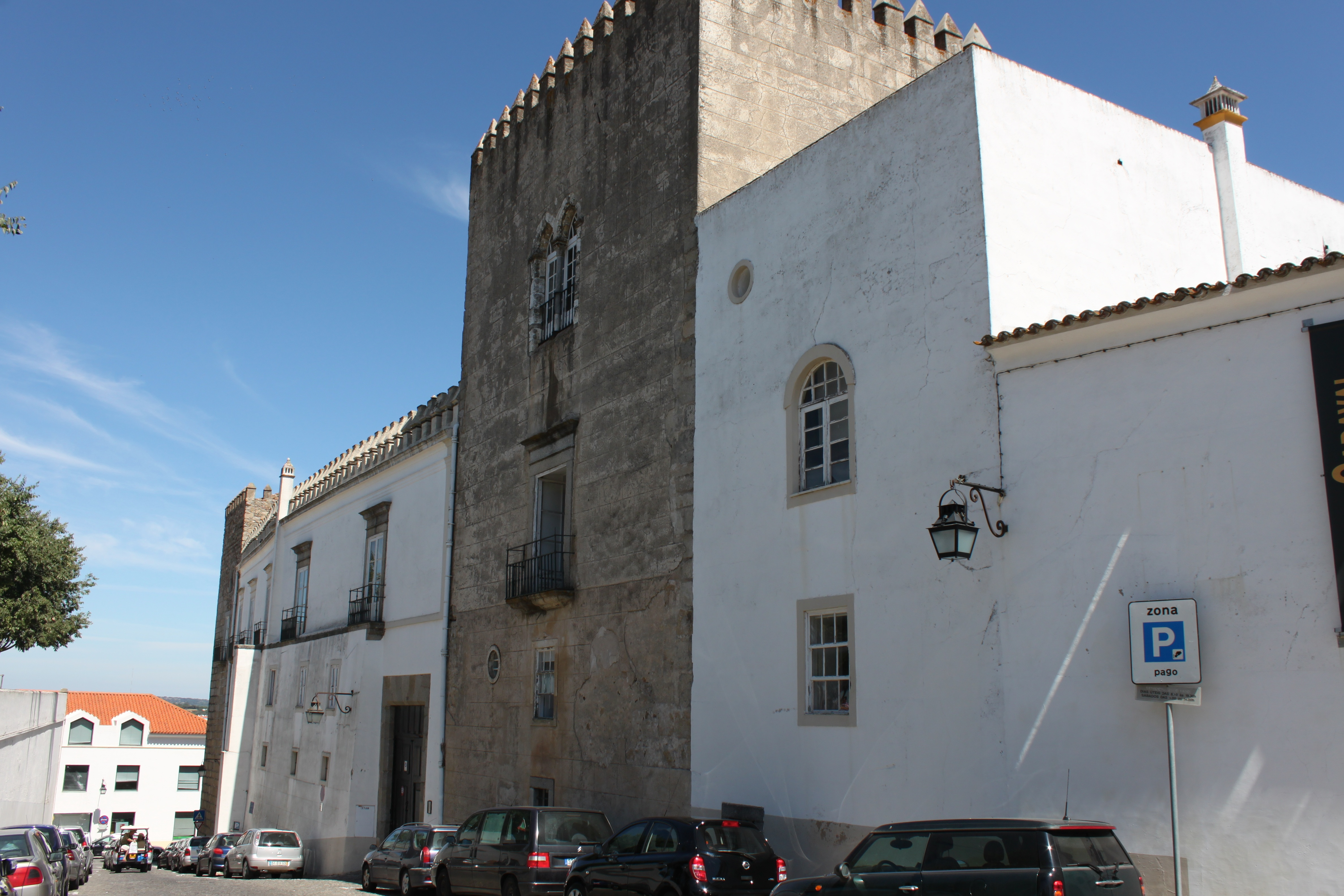
Palast der Herzöge von Cadaval in Évora

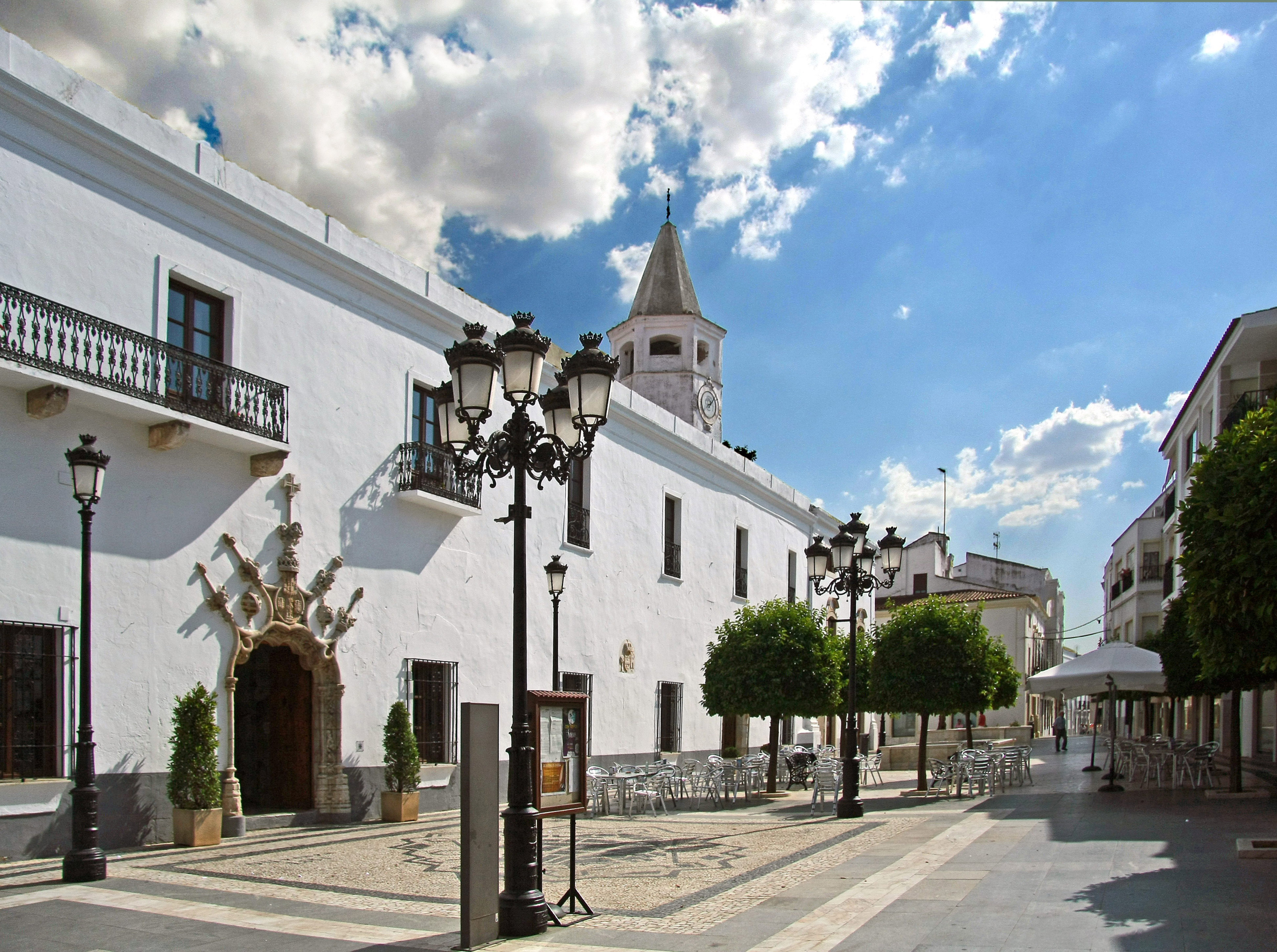
Palast der Herzöge von Cadaval in Olivenza

Herzog von Cadaval (portugiesisch und spanisch Duque de Cadaval) ist ein Titel, der in einer jüngeren, illegitimen und nicht thronfolgeberechtigten Linie des portugiesischen Königshauses Braganza geführt wird.

## Geschichte
Die Grundherrschaft (señorio) über die ca. 75 km nördlich von Lissabon gelegene Stadt Cadaval und ihr Umland wurde von König João I. im Jahr 1388 an seinen Vasallen Don Pedro de Castro verliehen. Der spätere Inhaber Álvaro de Bragança (1440–1504), Herr von Cadaval, war ein jüngerer Bruder von Ferdinand II., 3. Herzog von Braganza, beides Enkel von Alfons von Braganza, einem von der Thronfolge ausgeschlossenen unehelichen Sohn von König Johann I. von Portugal aus seiner Beziehung mit Inês Pires. Alfons hatte Beatriz Pereira geheiratet, die Erbtochter des Konnetables Nuno Álvares Pereira, des reichsten Adligen in Portugal nach dem König. Alvaro heiratete im Jahr 1479 Filippa de Melo-Villena, Herrin von Ferreira, ihre Nachkommen übernahmen den Familiennamen Melo, später dann den Familiennamen Alvares Pereira de Melo.
Im Jahr 1648 wurde der Herzogstitel erstmals von König Johann IV. von Portugal an Nuno II. Álvares Pereira de Melo (1638–1727) vergeben, den Sohn von Francisco II. de Melo, 3. Marques de Ferreira und 4. Graf von Tentúgal, mit der Maßgabe, dass der jeweilige Erbe des Herzogs den Markgrafentitel und der Erbe des Markgrafen den Grafentitel führen solle.
Der Titel Herzog von Cadaval ist ein Titel de juro e herdade, d. h. erblich und mit freier Übertragbarkeit, bei dem der König in die Nachfolge nicht eingreifen kann – außer in Fällen von Verrat und Majestätsbeleidigung. Ab 1835 kam die Pflicht der Entrichtung einer enormen Gebühr zur Registrierung des Titelübergangs hinzu.

## Paläste
Die Herzöge besaßen mehrere Paläste – einen in Cadaval (heute Hotel), einen anderen in Évora (Portugal) und einen weiteren in Olivenza (Spanien).

## Liste der Herzöge von Cadaval

### Reguläre Herzöge
- D. Nuno Álvares Pereira de Melo (4. November 1638 – 27. Januar 1727), 1. Herzog von Cadaval, 4. Marques de Ferreira, 5. Conde Tentugal, ⚭ I Henriette von Lothringen, ⚭ II Marguerite de Lorraine, Tochter von Louis de Lorraine, Comte d’Armagnac. Aus zweiter Ehe:
- D. Luís Ambrósio Álvares Pereira de Melo (7. Dezember 1679 – 13. November 1700), 2. Herzog von Cadaval.
- D. Jaime Álvares Pereira de Melo (1. September 1684 – 29. Mai 1749), 3. Herzog von Cadaval, 5. Marques de Ferreira, 6. Conde de Tentugal.
- D. Nuno Caetano Álvares Pereira de Melo (17. November 1741 – 17. September 1771), 4. Herzog von Cadaval, 6. Marques de Ferreira, 7. Conde de Tentugal.
- D. Miguel Caetano Álvares Pereira de Melo (6. Februar 1765 – 14. März 1808), 5. Herzog von Cadaval, 7. Marques de Ferreira, 8. Conde de Tentugal.
- D. Nuno Caetano Álvares Pereira de Melo (7. April 1799 – 14. Februar 1837), 6. Herzog von Cadaval, 8. Marques de Ferreira, 9. Comte de Tentugal, ⚭ D. Maria Domingas Francisca de Bragança de Sousa e Ligne.
- D. Jaime Caetano Álvares Pereira de Melo (6. Februar 1805 – September 1878), 7. Herzog von Cadaval, 10. Marques de Ferreira, 11. Conde de Tentugal.
- D. Jaime Segismundo Álvares Pereira de Melo (22. Dezember 1844 – 26. Juni 1913), 8. Herzog von Cadaval, 11. Marques de Ferreira, 12. Conde de Tentugal.
- D. Nuno Maria-José Caetano Álvares Pereira de Melo (29. November 1888 – 16. Februar 1935), 9. Herzog von Cadaval, 12. Marques de Ferreira, 13. Conde de Tentugal.

### Titularherzöge
Nach 1834 lebten die Herzöge von Cadaval, die König Michael I. unterstützt hatten, nach dessen Sturz bis zur Proklamation der Republik 1910 im Exil in Paris. Trotz der Abschaffung der Monarchie und der Adelstitel in Portugal wird der Herzogstitel von der Familie Álvares Pereira de Melo weiter geführt.
- D. Jaime Álvares Pereira de Melo (27. Juni 1913 – 30. Juli 2001), 10. Herzog von Cadaval, 13. Marques de Ferreira, 14. Conde de Tentugal.
- D. Diana Mariana Vitória Álvares Pereira de Melo (* 25. Juli 1978), 11. Herzogin von Cadaval, 14. Marquesa de Ferreira, 15. Condesa de Tentugal, Herzogin von Anjou durch ihre Ehe (2008) mit Charles Philippe d’Orléans

Der Titel der 13. Herzogin wurde vom portugiesischen Thronprätendenten Duarte de Bragança ohne Rechtsgrundlage verliehen (das Verleihen von Adelsprädikaten ist in Portugal immer ein Recht des Staates gewesen und kein Privatrecht des Königs (oder gar von Prätendenten)). Hinzu kommt, dass Diana Álvares Pereira de Melo zwei ältere Schwestern aus der ersten, zivilen Ehe ihres Vaters hat, deren Rechte zumindest als gleichrangig anzusehen sind.